# Smeet
Smeet – towarzyska gra przeglądarkowa oparta na grafice 3D, opracowana przez Smeet Communications GmbH z siedzibą w Berlinie. Firma została założona w 2007 roku przez Burckhardt Bonello i Philipp Boutellier i jest zarządzana przez Sebastiana Funke, Daniela Bülhof i Reinharda Köhna. Smeet tworzy wirtualne światy, w których ludzie mogą się spotkać i czatować.

## Historia firmy
Firma zatrudnia około 70 osób, finansowana jest przez międzynarodowe przedsięwzięcie kapitalistyczne Hasso Plattner Ventures. Smeet Community otrzymał również dofinansowanie od firmy inwestycyjnej Partnerstwa Międzynarodowego (Partech Ventures). W styczniu 2011 w Smeet grało około 6 milionów użytkowników i przełożono go na około 11 języków.

## Gra
Smeet działa bez pobierania i jest dostępny bezpośrednio w oknie przeglądarki za pomocą wbudowanego Flasha. Jest obsługiwany zarówno na komputerach Mac i PC. Użytkownicy mogą rejestrować się na stronie docelowej lub dołączyć dzięki Facebookowej aplikacji, bez dalszej rejestracji.

### Rozgrywka
Użytkownicy mogą tworzyć i dostosowywać własne profile oraz stroić swoje awatary, które reprezentują ich w grze. Podstawowe funkcje takie jak: rozmowy, dekorowanie pokojów, granie w gry i rozwiązywanie zadań są bezpłatne. Użytkownicy w Smeet mogą zarabiać „Fame Points” (punkty sławy) poprzez szereg działań i postępów dzięki wyższym poziomom. Wraz ze wzrostem liczby punktów sławy i poziomów, użytkownicy zyskują wyższy status społeczny i otrzymują dodatkowe ulepszenia.
W Smeet występują różnorodne tryby gry wieloosobowej dla użytkowników, którzy mogą grać przeciwko sobie. W wyznaczonym świecie gier użytkownicy mogą wybierać spośród wielu tematycznych quizów. Istnieje również kilka mini gier, zawartych w Smeet, takich jak np. Mahjong czy Polar Pogo. Poza tym, użytkownicy mogą wykonywać zadania i grać w gry, generując Fame Points.